# Довер (Пенсилванија)
Довер (енгл. Dover) град је у америчкој савезној држави Пенсилванија.

## Демографија
По попису из 2010. године број становника је 2.007, што је 192 (10,6%) становника више него 2000. године.
| Група             | 2000.         | 2010.         |
| Белци             | 1.741 (95,9%) | 1.864 (92,9%) |
| Афроамериканци    | 19 (1,0%)     | 41 (2,0%)     |
| Азијати           | 15 (0,8%)     | 10 (0,5%)     |
| Хиспаноамериканци | 26 (1,4%)     | 51 (2,5%)     |
| Укупно            | 1.815         | 2.007         |